# Thera guriata
Thera guriata är en fjärilsart som beskrevs av Von Emich 1873. Thera guriata ingår i släktet Thera och familjen mätare. Inga underarter finns listade i Catalogue of Life.